# Luís de Luxemburgo
Luís Xavier Maria Guilherme (em francês: Louis Xavier Marie Guillaume; 3 de agosto de 1986) é um príncipe de Luxemburgo, terceiro filho do grão-duque Henrique, e de sua esposa, a grã-duquesa Maria Teresa.
O príncipe tem dois filhos, Gabriel e Noé, nascidos de primeiro casamento, e tem uma empresa na área de Direito em Paris, cidade onde vive deste 2017.  

## Biografia
Luís nasceu no Hospital Grã-Duquesa Charlote de Luxemburgo. Seus padrinhos são Xavier Sanz e a princesa Margarida de Liechtenstein.
Ele sofre de dislexia, assunto sobre o qual já falou publicamente.
Luís é um dos padrinhos de batismo do príncipe Carlos de Luxemburgo, filho do seu irmão, o príncipe Guilherme, Grão-Duque Herdeiro de Luxemburgo.

### Educação
Após os estudos primários na Escola de Lorentzweiler, o príncipe começou o ensino secundário na Escola Americana de Luxemburgo. Mudou-se depois para a Suíça, onde continuou os seus estudos e obteve o diploma do ensino médio em 2005 no Beau Soleil College.
Em maio de 2014, ele se graduou em Comunicação na American International University em Londres e depois obteve um mestrado em Psicologia na Birkbeck University, também em Londres.
Luís passou dois anos nos Estados Unidos antes de estudar em Londres, onde treinou Aeronáutica e Gestão Aeronáutica e obteve um "certificado de piloto particular" em 2011.
Além de luxemburguês, Luís também fala francês, inglês e alemão fluentemente. Ele também tem bons conhecimentos em espanhol.

### Carreira profissional
Durante o tempo que passou na Suíça cursando o ensino médio, Luís desenvolveu um interesse particular pelo trabalho social e humanitário e participou de missões realizadas por uma organização não governamental na cidade de Bombaim na Índia. Neste contexto, deu aulas de língua inglesa para crianças mais pobres, bem como para crianças de rua.
De volta à Europa, Luís iniciou um estágio de um ano na Cruz Vermelha, em Genebra, onde trabalhou em vários campos, como logística e organização de eventos.
Em 2007, o príncipe trabalhou para a Administração de Propriedades de seu pai no setor florestal, em 2008 ele decidiu fazer cursos na Miami University Dolibois European Center, localizada em Luxemburgo, e entre 2017 e 2019 trabalhou como conselheiro no "Laurent Meeschaert Conseil", exercendo atividades na área de Psicologia, inclusive de apoio a pessoas com dislexia.
Na metade de de 2020, com três sócios, decidiu lançar a sua própria empresa de mediação em Paris, a SIBE Mediation.

## Atividades oficiais
Luís participa eventualmente de atividades da família grão-ducal luxemburguesa, como o Dia Nacional de Luxemburgo.
Em fevereiro de 2016, participou do 1º Fórum Internacional em Luxemburgo sobre Deficiências de Aprendizagem, onde falou publicamente e abertamente da sua própria dislexia.
Em 27 de novembro de 2019, participou da missa em comemoração ao 100º aniversário da ascensão ao trono de Carlota, Grã-Duquesa de Luxemburgo.

## Relacionamentos

### Casamento com Tessy Antony e divórcio
O príncipe Luís conheceu Tessy Antony, oriunda de uma família de classe média, quando visitou as tropas militares em Kosovo, em 2004. Tessy, treinada em técnicas de combate e condução de veículos blindados, era a única mulher no contingente militar luxemburguês, que permaneceu no Kosovo entre março e agosto de 2004, e chamou a atenção do príncipe. Os dois apaixonaram-se e o noivado foi anunciado em setembro de 2005.
Luís e Tessy tiveram seu primeiro filho, Gabriel  em 12 de março de 2006, antes de se casarem. O bebê foi o primeiro neto do grão-duque Henrique e da grã-duquesa Maria Teresa de Luxemburgo.
Luís e Tessy se casaram no dia 29 de setembro de 2006, em uma igreja de Gilsdorf, Bettendorf. Devido ao casamento, que não tinha aprovação prévia, o príncipe teve que renunciar aos seus direitos na linha de sucessão ao trono luxemburguês, aos direitos de Gabriel e de quaisquer futuros filhos do casal. 
Em 21 de setembro de 2007, nasceu o segundo filho do casal, Noé.
Embora Luís ainda mantivesse o título de Príncipe de Luxemburgo e o estilo de Alteza Real, Tessy e os filhos não receberam títulos. No entanto, em 2009 o grão-duque Henrique nomeou Tessy como "Princesa de Luxemburgo" e "Princesa de Nassau e Bourbon-Parma", bem como nomeou também aos filhos do casal como "Príncipes de Luxemburgo, de Nassau e Bourbon-Parma".
Luís e Tessy residiram na Suíça e depois em Londres até o divórcio. 

#### Divórcio
Em 18 de janeiro de 2017, a família grão-ducal luxemburguesa anunciou oficialmente que Luís e Tessy estavam se divorciando: "Pedimos respeito à privacidade do casal e seus filhos", dizia também o anúncio.
O divórcio foi oficializado em abril de 2019, após o caso parar em um tribunal na cidade de Londres, onde o casal residia.
Logo após o divórcio, Tessy perdeu o título de "Princesa de Luxemburgo", passando a ser apenas Tessy Antony.

### Noivado com Scarlett-Lauren Sirgue
No dia 06 de abril de 2021, a Corte anunciou que Luís estava noivo de Scarlett-Lauren Sirgue, uma advogada francesa. " Desejamos-lhes imensa felicidade", dizia o anúncio oficial. No entanto, cerca de 10 meses depois, em 22 de fevereiro de 2022, o casal anunciou com exclusividade na revista francesa Point de Vue que tinham terminado o relacionamento por "diferenças fundamentais de opinião", mas que continuariam amigos.   

## Títulos, Estilos e Honras
- 03 de agosto de 1986 - presente: Sua Alteza Real, O Príncipe Luís de Luxemburgo, Príncipe de Nassau, Príncipe de Bourbon-Parma

O seu título completo é: "Sua Alteza Real, O Príncipe Louis Xavier Marie Guillaume de Luxemburgo, Principe de Nassau e Bourbon-Parma".

### Honrarias e patronagens
- Ordem do Leão de Ouro da Casa de Nassau - desde 2004
- Alto-Patrono da Federação Luxemburguesa de Tênis de Mesa - desde 2004
- Alto-Patrono da Federação de Artes Marciais - desde 2010
- Alto-Patrono da Federação Aeronáutica Luxemburguesa - desde 2011